# Haus Zur Krim
Das Haus Zur Krim, auch Himmelpförtners Haus genannt, ist ein denkmalgeschütztes Gebäude am Alten Markt 40 in Arnsberg unterhalb des Glockenturms. 

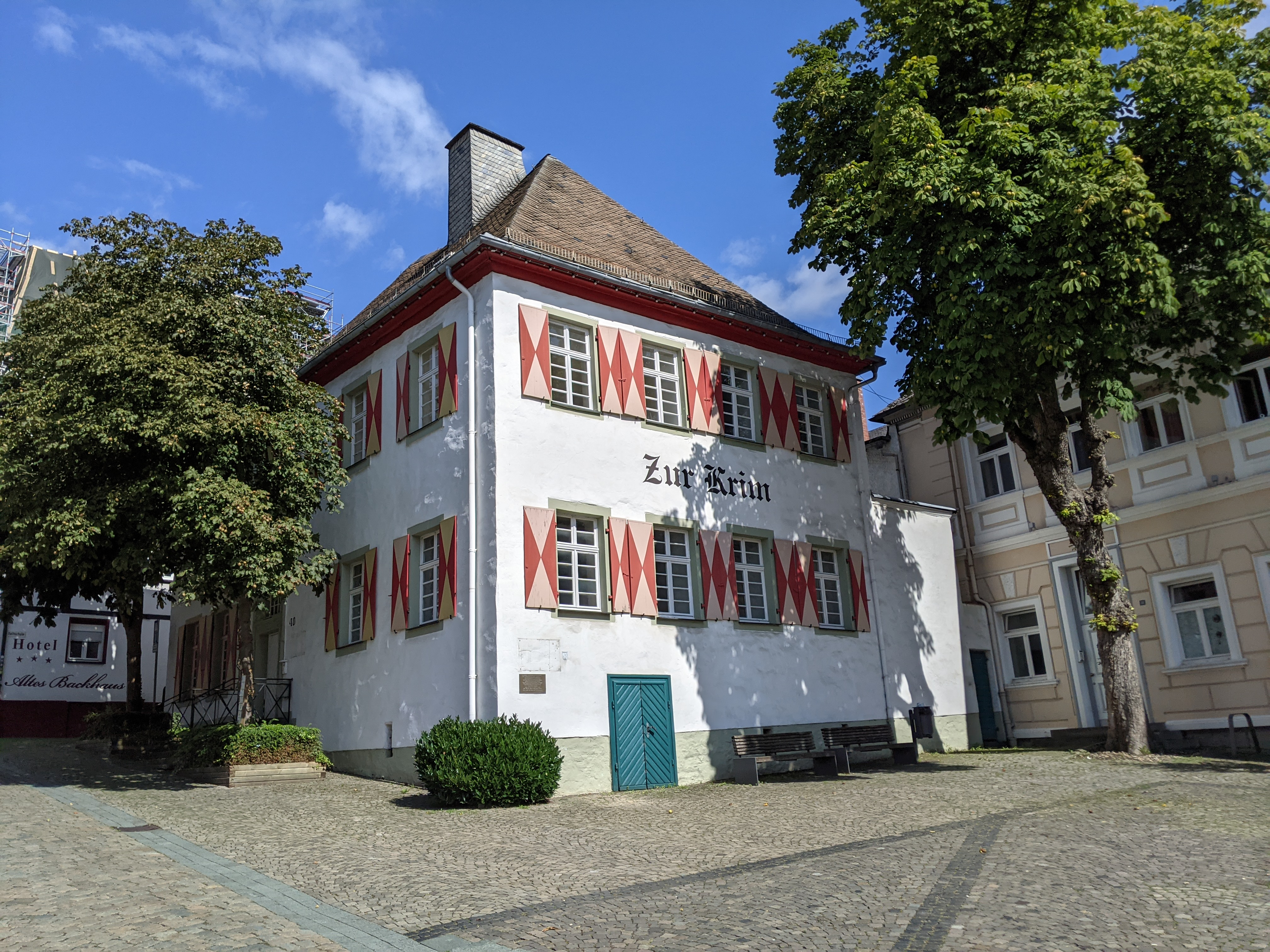
Haus zur Krim von der Marktseite aus gesehen

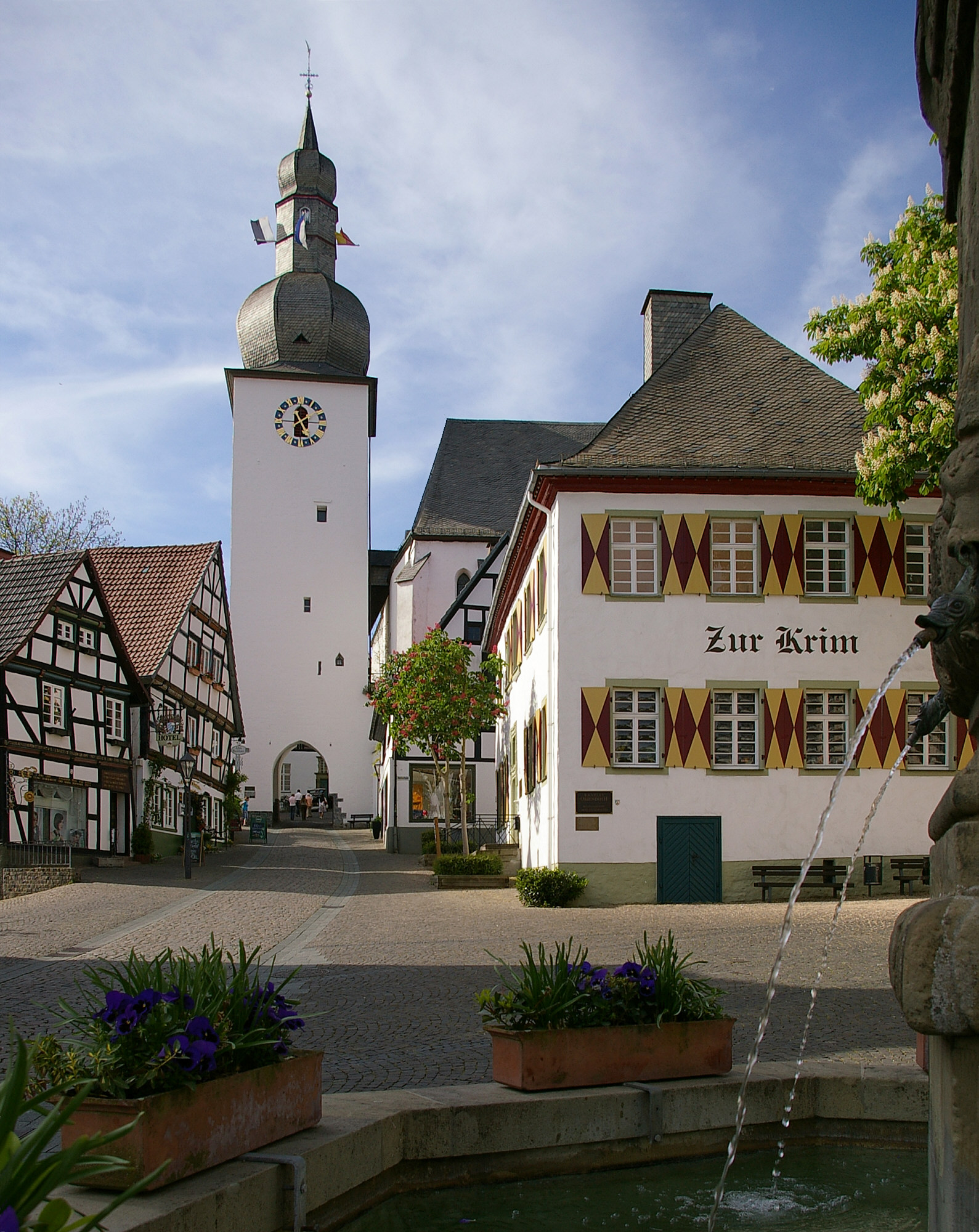
Ensemble mit Glockenturm und Haus zur Krim

## Beschreibung
Der Bau ist gekennzeichnet von mächtigen Gewölben im Erdgeschoss und tiefen Kellern und Gängen im Untergeschoss. Die festungsähnlichen Grundmauern sind mit Schießscharten versehen. Besonders bemerkenswert ist der Eingangsbereich mit Freitreppe. Markant sind auch die bemalten Fensterläden.

## Geschichte
Der heutige Bau wurde nach dem Stadtbrand des Jahres 1709 errichtet. Die Grundmauern reichen möglicherweise noch in die Zeit vor den Stadtbrand von 1600 zurück. An dieser Stelle könnte auch eines der frühsten Patrizierhäuser nach der mittelalterlichen Stadterweiterung gestanden haben. 
Die frühen Besitzer des Hauses sind unbekannt. Angesichts des repräsentativen Baus und der bevorzugten Lage kommen dafür insbesondere hohe Würdenträger der kurfürstlichen Regierung in Frage. Ein bekannter Besitzer war der Hexenkommissar Heinrich von Schultheiß. Dieser lebte etwa seit 1621 in der Stadt und erwarb 1636 das Bürgerrecht. Ob der Name „Himmelspförtner Haus“ sich auf die Tätigkeit von Schultheiß als Richter in Hexenprozessen bezieht, ist umstritten. Es kann auch mit der Person seines Sohnes Peter (Petrus) von Schultheiß zusammenhängen, der Propst des Klosters Rumbeck war. 
Möglicherweise war der kurfürstliche Rat Dr Bergh in der zweiten Hälfte des 17. Jahrhunderts Eigentümer. Nach dem Wiederaufbau nach dem Brand von 1709 war das Gebäude um 1767 in Besitz des Hofrates Conrad Schlosser (geboren 1724). In den 1820er Jahren gehörte es dem Geheimrat Franz Reusch. Wilhelm Reusch begann mit der Nutzung als Gasthaus. Danach war das Haus im Besitz verschiedener Eigentümer.
Seit 1833 wurde der Bau gastronomisch genutzt. Seinen heute geläufigen Namen Zur Krim erhielt er zur Zeit des Krimkrieges. Damals sollen unter den Gästen hitzige Debatten über den Krieg geführt worden sein. Es entstand der Spruch: „Der Russen Krim erlag im Sturm, fest steht die Krim am Glockenturm.“ Die Nutzung als Gasthaus und Hotel endete erst vor einigen Jahren. Danach wurde es Wohnhaus und Sitz einer Anwaltskanzlei. Seit 1983 wurde das Haus in die Arnsberger Denkmalliste eingetragen.
Die Nutzung als Gasthaus hat zwar zu erheblichen baulichen Veränderungen im Erdgeschoss geführt, hat aber an dem insgesamt authentischen Erscheinungsbild nach außen kaum etwas geändert. Erstmals 1959 wurden Maßnahmen zur Renovierung unter denkmalschützerischer Aufsicht vorgenommen. Weitere Instandsetzungsarbeiten folgten.